# ICT-infrastructuur
ICT-Infrastructuur is het geheel van ICT-voorzieningen dat nodig is om een land, bedrijf of instelling, te ondersteunen bij een reeks van bedrijfskundige processen zoals financiën, logistiek, planning, verslaglegging, rapportages en communicatie. Dit wordt mogelijk gemaakt door het verwerken, opslaan, en transporteren van digitale data. Ook het beveiligen en beheren van data hoort hier bij, ondanks het feit dat deze laatste twee niet bijdragen aan de procesondersteuning zelf.
Voor intercontinentale, landelijke, regionale en gemeentelijke ICT-infrastructuur zijn In veel gevallen private ondernemingen verantwoordelijk. Bij organisaties (zoals een bedrijf of een instelling) is dat doorgaans de organisatie zelf, hoewel er steeds meer ICT omgevingen worden ondergebracht in centrale datacenters.

## Datatransport
Datatransport vindt plaats over een IT-infrastructuur bestaande uit kabels en netwerkcomponenten.

## Dataopslag
Dataopslag vindt plaats op magnetische-, optische en elektronische dataopslagmedia.

### magnetisch
- Diskette (nagenoeg volledig in onbruik geraakt en vervangen door de USB-stick)
- Harde schijf
- Magneetband

### optisch
- Cd-rom
- DVD (Digital Versatile Disc)
- BD (Blu-ray)

### elektronisch
- RAM (Random Access Memory)
- ROM (Read-only memory)
- EPROM (Erasable Programmable Read Only Memory)
- DRAM (Dynamic random-access memory)

DRAM vormt het hart van USB-sticks, geheugenkaarten en SSD disks

Voor gecentraliseerde bulkopslag van data binnen computernetwerken wordt 'Storage' toegepast. 'Storage' bestaat uit een grote collectie Harde schijven, 'SSD disks' en controllers, onderling verbonden door een SAN

## Dataverwerking
Dataverwerking vindt plaats door computers, die grofweg uiteenvallen (van licht naar krachtig) in de volgende typen:
- Smartphone
- Tabletcomputer
- Personal computer
- Workstation
- Server
- Mainframe
- Supercomputer

## Beveiliging
het begrip beveiliging valt uiteen in twee oogmerken met ieder twee categorieën:

### afscherming van data voor onbevoegden
- Computerbeveiliging
- informatiebeveiliging

### bescherming tegen dataverlies en -verminking
- Back-up
- Foutdetectie en -correctie
- Virusscanner

## Data- en systeembeheer
Gestructureerd data- en systeembeheer vraagt om vaste procedures. Een raamwerk hiervoor is ITIL.